# NGC 1072
NGC 1072 = IC 1837 ist eine Balken-Spiralgalaxie mit aktivem Galaxienkern vom Hubble-Typ SBb im Sternbild Walfisch südlich der Ekliptik. Sie ist schätzungsweise 357 Millionen Lichtjahre von der Milchstraße entfernt und hat einen Durchmesser von etwa 160.000 Lichtjahren.

Im selben Himmelsareal befinden sich u. a. die Galaxien NGC 1055, NGC 1068, NGC 1090.
Die Typ-II-Supernova SN 2004I wurde hier beobachtet.
Das Objekt wurde am 20. Dezember 1881 von Édouard Stephan (als NGC 1072 aufgeführt) und am 24. Januar 1898 von Stéphane Javelle entdeckt (als IC 1837 gelistet).